# Nudaurelia rubra
Nudaurelia rubra is een vlinder uit de familie nachtpauwogen (Saturniidae), onderfamilie Saturniinae.
De wetenschappelijke naam van de soort is voor het eerst geldig gepubliceerd door Bouvier in 1927.

## Andere combinaties
- Imbrasia rubra (Bouvier, 1927)